# Dmuchawka

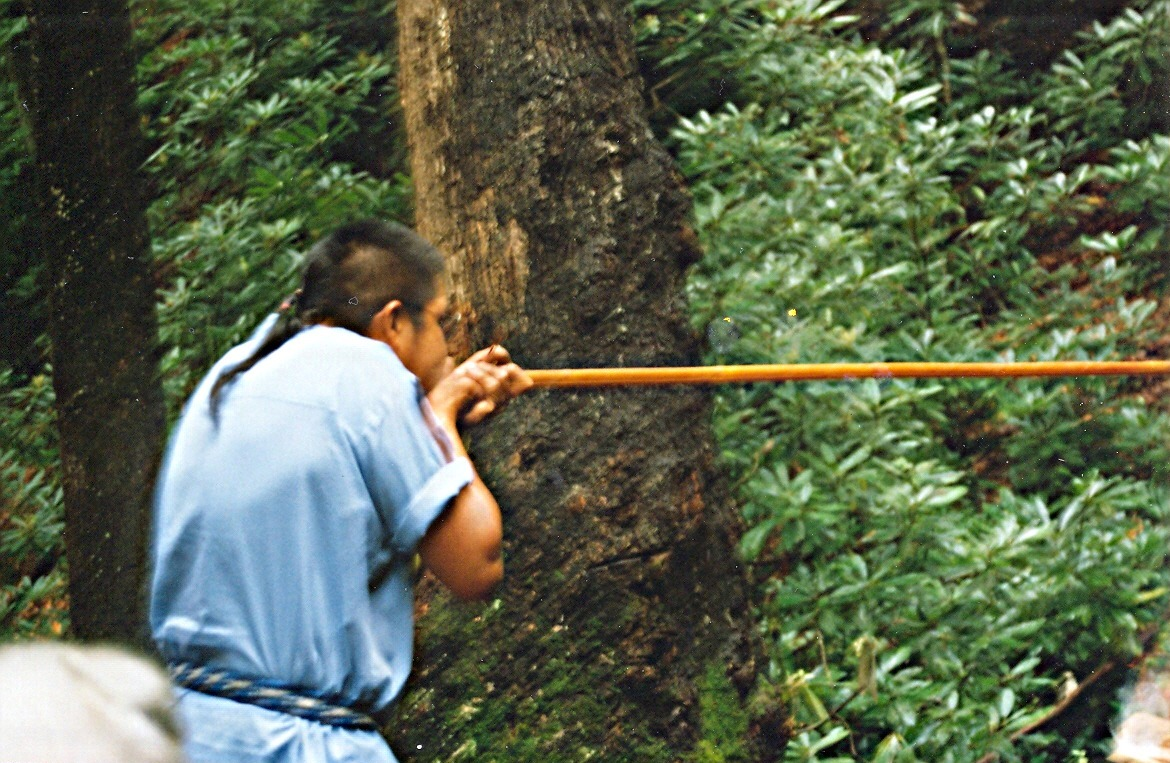
Dmuchawka

Dmuchawka, inaczej świstuła lub pokuna – broń używana w Ameryce Południowej, Ameryce Środkowej, Indochinach, Indonezji i Indiach. Dmuchawkę sporządza się z rury bambusowej lub dwóch równoległych, ręcznie frezowanych wzdłuż krawędzi kawałków drewna, oplecionych tak, aby łącznie stworzyły wydrążony w środku rdzeń. Dmuchawki mają długość do około 4,5 metra. Silnym dmuchnięciem wystrzeliwuje się z nich małą strzałkę (zwaną również igłą), niekiedy zatrutą kurarą. Filipińczycy stosowali dmuchawki o długości do 1 metra, Dajakowie z Borneo około 1,8 metra, a Paragwajczycy do 4,5 metra. Długość strzałki mieści się w przedziale od 7,5 cm do 45 cm. Broń ta w zależności od pochodzenia posiada nazwę własną charakterystyczną dla danego rejonu świata. Dmuchawka z Japonii nazywana jest fukidake. Interesującą bronią Dayaków z Borneo jest dmuchawka zwana przez nich sumpitan lub sumpit. Ta broń kombinowana posiada grot włóczni przymocowany pod wylotem rury dmuchawki, czyli jest bronią miotającą i drzewcową.
Pierwszą historycznie notację o używaniu dmuchawek do polowań na ptaki przekazał rzymski architekt z przełomu I i II wieku n.e. Apollodoros z Damaszku w swym dziele Poliorketika.